# 馬克韋斯特泉 (加利福尼亞州)
馬克韋斯特泉（英語：Mark West Springs）是位於美國加利福尼亞州索諾馬縣的一個非建制地區。該地的面積和人口皆未知。

## 地理
馬克韋斯特泉的座標為38°32′57″N 122°43′13″W / 38.54917°N 122.72028°W，而該地的平均海拔高度為137米（即449英尺）。